# Outsideinside
Outsideinside är powertrion Blue Cheers andra album, släppt i augusti 1968. Det här albumet tillsammans med gruppens första, Vincebus Eruptum brukar räknas som gruppens finaste material. Efter detta kom uppsättningen av gruppen att ändras om och musiken de gjorde senare brukar räknas som vekare än föregående material. Albumet nådde #90 på billboards pop listor när det kom.

## Låtar på albumet
1. Feathers from Your Tree (Peterson/Stevens/Wagner) 3:28
2. Sun Cycle (Peterson/Stevens/Wagner) 4:12
3. Just a Little Bit (Peterson) 3:24
4. Gypsy Ball (Peterson/Stevens) 2:57
5. Come and Get It (Peterson/Stevens/Wagner) 3:13
6. (I Can't Get No) Satisfaction (Jagger/Richards) 5:05
7. The Hunter (Jones) 4:22
8. Magnolia Caboose Babyfinger (Peterson/Stevens) 1:38
9. Babylon (Peterson) 4:22